# Molène

Île-Molène este o comună în departamentul Finistère, Franța. În  avea o populație de  de locuitori.